# 阿沙芬堡親王國
阿沙芬堡親王國（德語：Fürstentum Aschaffenburg）是神聖羅馬帝國的一個公國，成立於1803年，在1806年帝國解體後加入萊茵邦聯。其首都是阿沙芬堡。
隨著1803年美因茨大主教的世俗化，卡爾·西奧多·安東·瑪麗亞·馮·達爾伯格接受了新成立的阿沙芬堡和雷根斯堡公國以及威茲拉爾郡作為補償。除阿沙芬堡市外，阿沙芬堡公國還包括克林根貝格、洛爾、韋希特斯巴赫、巴特奧爾布等城市。
1806年神聖羅馬帝國解體後，該公國成為了萊茵邦聯的一部分。 1810年，拿破崙將達爾伯格的雷根斯堡公國授予巴伐利亞王國，並以哈瑙和富爾達作為補償。達爾伯格將他剩餘的阿沙芬堡、法蘭克福、韋茨拉爾、哈瑙和富爾達領土合併為新的法蘭克福大公國，阿沙芬堡公國成為新大公國的一個部分。然而，阿沙芬堡市仍然是達爾貝格的住所。該地區於1814年被巴伐利亞王國吞併。